# Natchez (Missisipi)

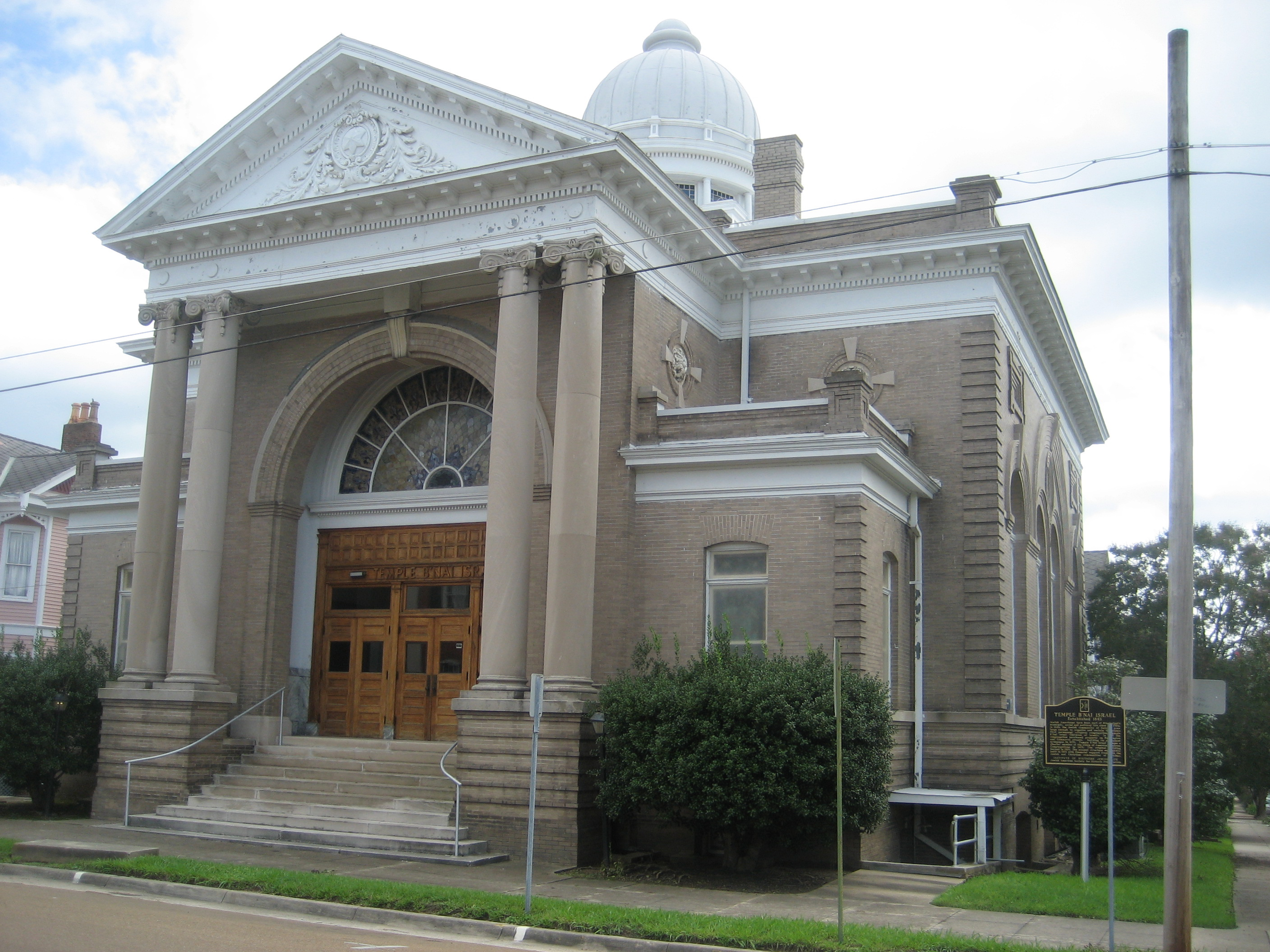

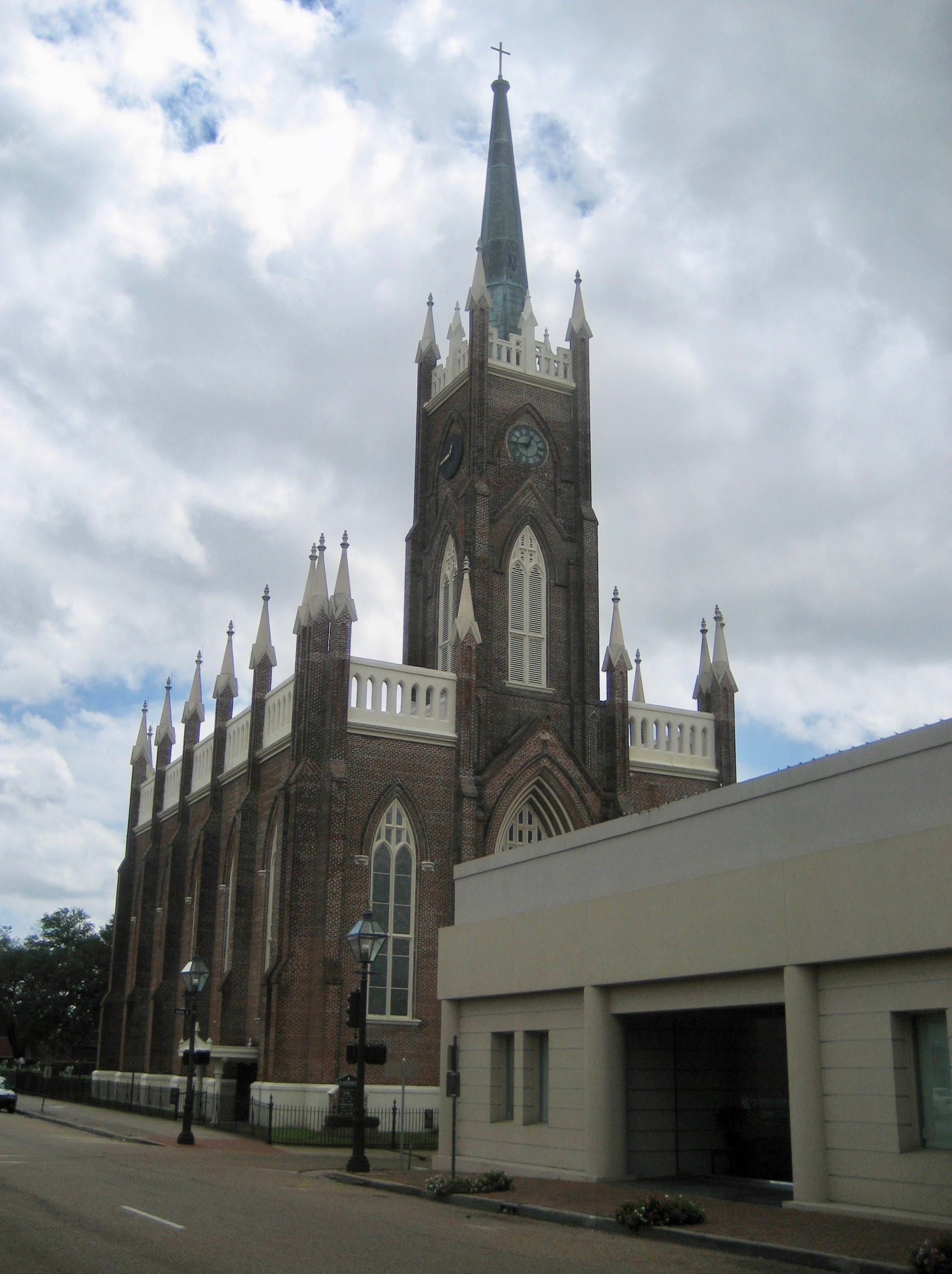

Natchez – miasto w Stanach Zjednoczonych, położone w stanie Missisipi, w Hrabstwie Adams nad rzeką Missisipi. Liczy 14 615 mieszkańców (2019). Założone zostało w 1716 roku i było pierwszą stolicą tego stanu, jest też jednym z najstarszych miast. Duży port morski dostępny dla statków rzecznych. W mieście rozwinął się przemysł drzewny, gumowy oraz spożywczy